# Natsuki Yamakawa
Natsuki Yamakawa (japanisch 山川 夏輝 Yamakawa Natsuki; * 24. Juli 1995) ist ein japanischer Leichtathlet, der sich auf den Weitsprung spezialisiert hat.

## Sportliche Laufbahn
Erste internationale Erfahrungen sammelte Natsuki Yamakawa im Jahr 2017, als er bei der Sommer-Universiade in Taipeh mit 7,53 m in der Weitsprungqualifikation ausschied. Im Jahr darauf belegte er bei den Hallenasienmeisterschaften in Teheran mit 7,55 m den vierten Platz und 2022 siegte er mit 8,14 m beim Seiko Golden Grand Prix. Anschließend startete er bei den Weltmeisterschaften in Eugene und verpasste dort mit 7,75 m den Finaleinzug. Im Jahr darauf wurde er bei den Hallenasienmeisterschaften in Astana mit 7,76 m Fünfter. Im Oktober gelangte er bei den Asienspielen in Hangzhou mit 7,61 m auf Rang zehn.

## Persönliche Bestleistungen
- Weitsprung: 8,17 m (+0,9 m/s), 18. Juni 2022 in Setagaya
  - Weitsprung (Halle): 7,76 m, 12. Februar 2023 in Astana